# Tatort: Der letzte Schrey
Der letzte Schrey ist ein Fernsehfilm aus der Krimireihe Tatort. Der vom MDR produzierte Beitrag wurde am 1. Juni 2020 (Pfingstmontag) im Ersten ausgestrahlt. In dieser 1134. Tatort-Folge ermitteln die Weimarer Kommissare Lessing und Dorn in ihrem zehnten Fall.

## Handlung
Freya und Robert, genannt „Zecke“, dringen in das Haus des Ehepaars Schrey, wohlhabende Textilunternehmer, ein. Sie erschlagen den Hund und schlagen Gerd Schrey nieder. Kurz darauf wird Marlies Schrey erschlagen in einem Feld unweit eines Ausflugslokals gefunden. Lessing und Dorn, die gerade Probleme mit ihrer französischen Babysitterin haben, übernehmen die Ermittlungen. Noch am Tatort schlussfolgert Lessing, dass die gefesselte Marlies Schrey aus einem Fahrzeug entkommen, auf die Straße gestürzt und ins Feld geflüchtet sei, wobei sie verfolgt und schließlich erschlagen wurde. Die Befragung der Gäste des nahen Lokals bestätigt diese These.
Noch während Lessing und Dorn mit Maik Schrey, dem Sohn von Gerd Schrey, sprechen, erhält dieser einen Anruf der Entführer und eine Lösegeldforderung in Höhe von zwei Millionen Euro. Dorn findet eine Versicherungspolice, die eine Entführung der Schreys mit einer Lösegeldsumme bis zu einer Million Euro je Entführtem absichert. In einem weiteren Telefonat erklärt Maik Schrey, vom Tod seiner Stiefmutter Marlies ungerührt, dass er nur eine Million Euro zur Verfügung habe und auch nicht mehr zahle, da Marlies tot ist. Das Entführerpaar, das sich auf einem Bauernhof in Ulla versteckt hält, stimmt der Minderung der Lösegeldsumme zu. Aus Wut über die entgangene zweite Million und über das wiederholt ungeschickte Agieren seiner Komplizin geraten die beiden Entführer in Streit. Zecke erschlägt Freya und versteckt sie in der Güllegrube des Hofes. Mit Maik Schrey vereinbart Zecke, dass das Lösegeld von Gerd Schreys Privatflugzeug aus außerhalb von Weimar abgeworfen werden soll.
Der Abwurf des Geldes gelingt, jedoch verfängt sich die Tasche mit dem Lösegeld in einem Hochspannungsmast. Zecke klettert auf den Mast. Nachdem er die Tasche freigeschnitten und zu Boden hat fallen lassen, kommt er jedoch aus Leichtsinn ums Leben. Gerd Schrey flieht mit dem Geld und versteckt es in den Ruinen der Sophienheilstätte in München, einem Ortsteil von Bad Berka. Dann lässt er sich von einem LKW-Fahrer zurück nach Weimar bringen und geht zur Polizei, wo gerade sein Sohn Maik vernommen wird, da Dorn und Lessing den Verdacht hegen, dass die Entführung von Maik oder Gerd initiiert worden sein könnte. Erst hier erfährt Gerd, der am Anfang der Entführung bewusstlos geschlagen worden war, vom Tod seiner Frau und bricht zusammen.
Nach dem Verhör treffen Dorn und Lessing auf der Polizeidienststelle ihre Babysitterin Adrienne wieder, die ihren Freund vermisst melden möchte. Es stellt sich heraus, dass es sich bei diesem um den Entführer Robert handelt. Durch einen Hinweis ihres Kollegen Lupo erfahren Dorn und Lessing außerdem, dass dieser der Bruder von Maik Schreys Freundin Doreen ist. Dadurch kommt diese als Drahtzieherin der Entführung in Frage und wird zur Fahndung ausgeschrieben.
Nachdem Gerd Schrey nach Hause zurückgekehrt ist, wird er dort von Doreen aufgesucht und unter Waffengewalt gezwungen, sie zu dem Lösegeld zu führen. Sie offenbart Gerd, dass sie sich an ihm rächen will. Marlies war ihre Mutter und hatte ihre Familie wegen Gerd verlassen. Nach dem Suizid des Vaters kam Doreen zu Adoptiveltern und Robert in ein Heim. Gerd versichert Doreen, nie gewusst zu haben, dass Marlies bereits eine Familie hatte, als er sie kennenlernte. Er selbst war verwitwet, nachdem seine erste Frau bei der Geburt von Maik verstorben war. Dies hatte das Verhältnis des Vaters zum Sohn stets belastet. Gerd und Doreen begeben sich zur Sophienheilstätte, wo Doreen schließlich festgenommen werden kann.

## Hintergrund
Der Film wurde vom 21. Mai 2019 bis zum 20. Juni 2019 in Weimar und Umgebung gedreht, unter anderem in der Sophienheilstätte im Bad Berkaer Ortsteil München.
Wie für den Tatort aus Weimar üblich, wird auch in dieser Folge ein Literaturklassiker verwendet. Lessing zitiert in Anspielung auf das angespannte Verhältnis zwischen Gerd Schrey und seinem Sohn Maik einen Satz aus Schillers Räubern: „Nicht Fleisch und Blut, das Herz macht uns zu Vätern und Söhnen.“
Als Hintergrundmusik läuft in dieser Folge fast immer das Schlagzeugintro der Serie jerks., in der Hauptdarsteller Christian Ulmen ebenfalls mitspielt.

## Rezeption

### Kritiken
„Thüringen soll kommende Woche ja nach den Corona-Beschränkungen weitgehend zur Normalität zurückkehren. Doch dieser "Tatort", in dem das Blut und der Kakao in Strömen fließen, stürzt das Bundesland allen Sommerimpressionen und Urlaubsträumereien zum Trotz erst mal in den Irrsinn.“

„Autor Murmel Clausen und Regisseurin Mira Thiel gelingt mit „Der letzte Schrey“ eine unterhaltsame Mischung aus blutigen Gemeinheiten und sarkastischem Witz, in dem die originellen und unverbraucht wirkenden Charaktere besonders hervorstechen. Davon gerne mehr.“

„Kurzum: „Der letzte Schrey“ ist eine nette, leichte Komödie mit gutem Timing und einer kleinen Prise schwarzen Humors. Sehenswert!“

### Einschaltquoten
Die Erstausstrahlung von Der letzte Schrey am 1. Juni 2020 wurde in Deutschland von 7,61 Millionen Zuschauern gesehen und erreichte einen Marktanteil von 25,2 % für Das Erste.